# Lången (Gällaryds socken, Småland)
Lången är en sjö i Värnamo kommun i Småland och ingår i Lagans huvudavrinningsområde. Sjön har en area på 4,07 kvadratkilometer och ligger 168 meter över havet. Sjön avvattnas av vattendraget Skålån (Storån). Vid provfiske har bland annat abborre, braxen, gers och gädda fångats i sjön.

## Delavrinningsområde
Lången ingår i det delavrinningsområde (633011-140773) som SMHI kallar för Utloppet av Lången. Medelhöjden är 176 meter över havet och ytan är 19,77 kvadratkilometer. Räknas de 74 delavrinningsområdena uppströms in blir den ackumulerade arean 1 191,76 kvadratkilometer. Skålån (Storån) som avvattnar avrinningsområdet har biflödesordning 2, vilket innebär att vattnet flödar genom totalt 2 vattendrag innan det når havet efter 163 kilometer. Delavrinningsområdet består mestadels av skog (64 procent). Avrinningsområdet har 4,12 kvadratkilometer vattenytor vilket ger det en sjöprocent på 20,8 procent.

## Fisk
Vid provfiske har följande fisk fångats i sjön:
- Abborre
- Braxen
- Gärs
- Gädda
- Gös
- Löja
- Mört
- Siklöja